# Prątnica (gmina)
Prątnica – dawna gmina wiejska istniejąca w latach 1934–1954 w woj. pomorskim/olsztyńskim (dzisiejsze woj. warmińsko-mazurskie). Siedzibą władz gminy była Prątnica.
Gmina zbiorowa Prątnica została utworzona w ramach reformy na podstawie ustawy scaleniowej 1 sierpnia 1934 roku w powiecie lubawskim w woj. pomorskim (II RP) z dotychczasowych jednostkowych gmin wiejskich: Czerlin, Gutowo, Lubstynek, Łążyń, Omule, Prątnica, Rumienica, Szczepankowo, Świniarzec, Złotowo i Zwiniarz oraz z obszaru dworskiego Lubstyn.
Po wojnie gmina znalazła się w woj. pomorskim (w 1950 roku przemianowanym na bydgoskie). 12 marca 1948 roku zmieniono nazwę powiatu lubawskiego na nowomiejski. 6 lipca 1950 roku gminę Prątnica wraz z całym powiatem nowomiejskim przyłączono do woj. olsztyńskiego. Według stanu z dnia 1 lipca 1952 roku gmina składała się z 11 gromad: Czerlin, Gutowo, Lubstynek, Łążyń, Omule, Prątnica, Rumienica, Szczepankowo, Świniarzec, Złotowo i Zwiniarz.
Gmina została zniesiona 29 września 1954 roku wraz z reformą wprowadzającą gromady w miejsce gmin. Jednostki nie przywrócono 1 stycznia 1973 roku po reaktywowaniu gmin.